# ヤスミン・グラボウスキー
ヤスミン・グラボウスキー（Jasmin Grabowski 1991年11月7日- ）はドイツのシュパイアー出身の柔道家。階級は78kg超級。身長178cm。体重127kg。2019年まではヤスミン・クルプスと名乗っていた。なお、LGBTであることを公表している。

## 経歴
2009年の世界ジュニア78kg超級で7位だった。2012年のU23ヨーロッパ選手権で3位になった。2013年のグランドスラム・モスクワでは3位だったが、世界選手権では7位だった。2014年のヨーロッパ選手権で3位となった。世界選手権では5位だったが、世界団体では3位に入った。2015年のヨーロッパ競技大会では個人戦と団体戦でともに2位となった。世界団体でも再び3位になった。2016年のヨーロッパ選手権で3位になるも、リオデジャネイロオリンピックでは初戦でロシアのクセニア・チビソワに小外掛で敗れた。2017年のグランドスラム・エカテリンブルグでは2位になった。2021年7月に日本武道館で開催された東京オリンピックでは初戦で敗れた。東京オリンピック混合団体では準々決勝の日本戦で個人戦金メダリストである素根輝に合技で敗れるなどしてチームは敗れるも、その後の敗者復活戦を勝ち上がって3位になった。2022年12月には現役引退を表明した。

## 主な戦績
- 2009年 - 世界ジュニア　7位
- 2012年 - U23ヨーロッパ選手権　3位
- 2012年 - グランドスラム・東京　5位
- 2013年 - グランプリ・サムスン　3位
- 2013年 - ヨーロッパ選手権　個人戦　5位　団体戦　3位
- 2013年 - グランドスラム・モスクワ　3位
- 2013年 - 世界選手権　7位
- 2013年 - グランプリ・リエカ　2位
- 2013年 - グランプリ・青島　3位
- 2014年 - グランプリ・デュッセルドルフ　3位
- 2014年 - グランプリ・サムスン　2位
- 2014年 - ヨーロッパ選手権　3位
- 2014年 - 世界選手権　5位
- 2014年 - 世界団体　3位
- 2015年 - グランプリ・サムスン　3位
- 2015年 - ヨーロッパ競技大会　個人戦　2位　団体戦　2位
- 2015年 - グランドスラム・チュメニ　3位
- 2015年 - 世界団体　3位
- 2016年 - グランプリ・サムスン　3位
- 2016年 - ヨーロッパ選手権　3位
- 2017年 - グランドスラム・エカテリンブルグ　2位
- 2017年 - ワールドマスターズ　5位
- 2019年 - グランプリ・アンタルヤ　3位
- 2019年 - グランプリ・フフホト　3位
- 2020年 - ヨーロッパ選手権　5位
- 2021年 - 東京オリンピック混合団体　3位

(出典)